# Stanisław Popławski

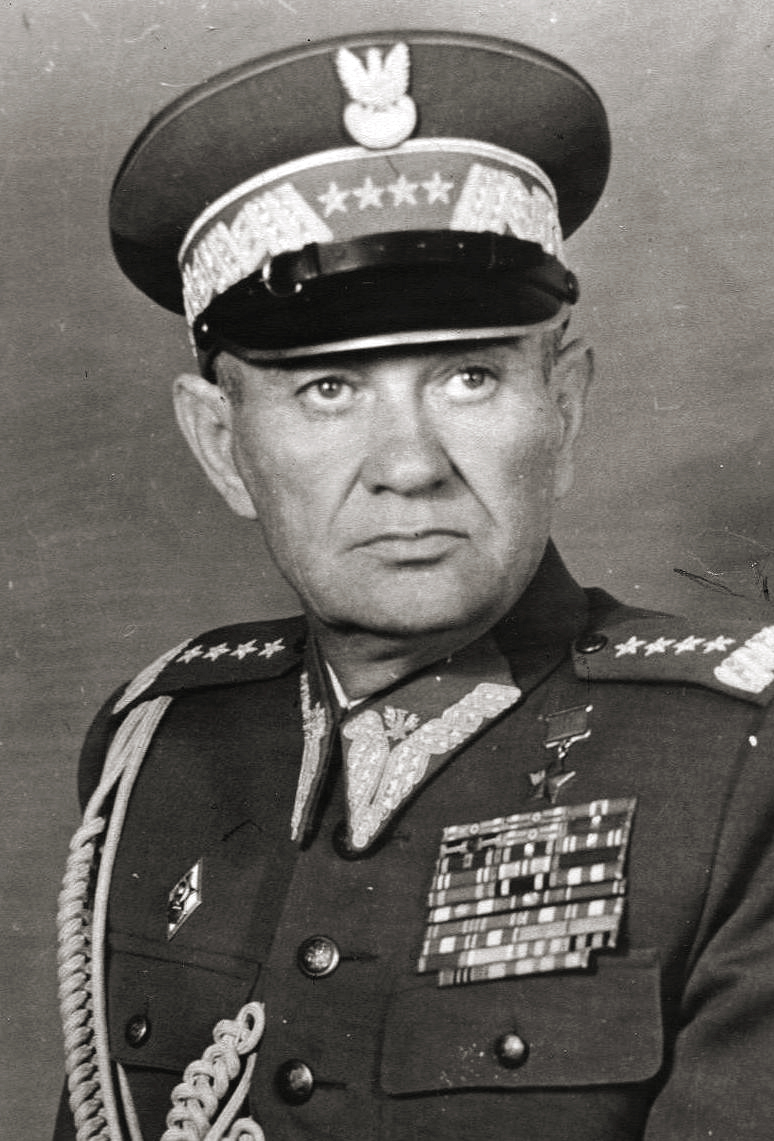
Stanisław Popławski

Stanisław Popławski (russisch Станислав Гилярович Поплавский, Stanislaw Giljarowitsch Poplawski; * 9. Apriljul. / 22. April 1902greg. in Wendytschany, Gouvernement Podolien, Russisches Kaiserreich; † 9. August 1973 in Moskau) war ein sowjetischer und polnischer General, 1944  Befehlshaber der Polnischen Volksarmee und zwischen 1947 und 1950 Kommandant der polnischen Landstreitkräfte.

## Leben

### Frühe Militärkarriere
Popławski trat 1920 in die Rote Armee ein und durchlief seine Militärkarriere in der Sowjetunion. Zwischen 1935 und 1938 besuchte er die Frunse-Militärakademie, wo er bis Februar 1939 als Lehrer für Taktik agierte.
Im Februar 1939 wurde er unter fabrizierten Anschuldigungen zunächst aus der Armee entfernt. Im Juli 1940 rehabilitiert, wurde er Chef der Operationsabteilung der 162. Schützen-Division im Weißrussischen Militärbezirk.

### Im Vaterländischen Krieg
Nach Beginn des deutschen Angriffes auf die Sowjetunion führte Stanislaw zunächst von Juli bis September 1941 das Schützen-Regiment 720 bei der West- und Kalininfront. Von Oktober 1941 bis Januar 1942 war er als Chef des Stabes der 363. Schützen-Division (unter Oberst Swiridow) tätig, welche am Wolga-Abschnitt an der Schlacht um Moskau und an der Angriffsoperation gegen Rshew Anteil hatte. In den folgenden vier Monaten befehligte er bei der Westfront nacheinander die 185., 256., 220. Schützen-Division. Im Juni 1943 übernahm er den Befehl über das 45. Schützenkorps der sowjetischen 5. Armee (General Krylow), mit welchen er während der Operation Bagration (Juni 1944) an den Operationen zwischen Witebsk und Orscha beteiligt war. Nachdem die sowjetischen Truppen Weißrussland zurückerobert hatten und sich der Weichsel näherten, wurde Popławski im August 1944 zum Führer der neubegründeten Polnischen Volksarmee bestellt. Am 26. September 1944 wurde er unter Marschall Rokossowski im Rahmen der 2. Weißrussischen Front Oberbefehlshaber der polnischen 2. Armee. Die Beförderung zum Generalmajor erfolgte am 3. Dezember 1944. Von 19. Dezember 1944 bis zum 10. September 1945 war er Oberbefehlshaber der polnischen 1. Armee. Seine Truppen operierten im Frühjahr 1945 unter Marschall Schukows im Verband der 1. Weißrussischen Front. Am 3. März 1945 erreichten die Truppen der polnischen 1. Armee während der Schlacht um Ostpommern bei Kolberg die Küste der Ostsee. Im März 1945 überschritten seine zur Oder umgruppierten Verbände diese und nahmen Mitte April während der Schlacht an der Oder an den Kämpfen bei Wriezen teil. Ende April stieß die polnische 1. Armee über Oranienbaum, links und rechts durch die sowjetische 47. und 61. Armee begleitet, auf die Elbe vor.  Popławski wurde im Krieg vier Mal verwundet, am 11. Mai 1945 zum Generalleutnant befördert und am 29. Mai 1945 mit dem Titel Held der Sowjetunion geehrt.

### Nachkriegszeit
Er wurde nach dem Krieg als Armeekommandant nach Polen versetzt, zwischen 1947 und 1950 war er Kommandant der polnischen Landstreitkräfte, danach Vize-Verteidigungsminister Polens (1949–1956). Er war zudem Mitglied des ZK der PVAP und des Sejm.  Der Aufstieg zum Armeegeneral erfolgte am 12. August 1955. Nach dem Posener Aufstand im Juni 1956 wurde er wieder in die Sowjetunion versetzt und diente bis zu seiner Pensionierung in der Sowjetarmee. 1963 trat er in den Ruhestand, er starb 1973 und wurde am Moskauer Nowodewitschi-Friedhof begraben.
1980 wurden seine Memoiren unter dem Buchtitel Kampfgefährten veröffentlicht.

## Auszeichnungen (Auswahl)
- Held der Sowjetunion (29. Mai 1945) (Verleihungsnummer 6485)
- Orden des Grunwald-Kreuzes II. Klasse (1945)
- Medaille für Warschau 1939–1945 (1946)
- Medaille „Für die Teilnahme an den Kämpfen um Berlin“ (1966)
- Medaille für Oder, Neiße, Ostsee